# جیانو وتوستو
جیانو وتوستو (به ایتالیایی: Giano Vetusto) یک کومونه در ایتالیا است که در استان کسرتا واقع شده‌است.

## خصوصیات
جیانو وتوستو ۱۱٫۵ کیلومترمربع مساحت و ۶۷۰ نفر جمعیت دارد و ۲۲۵ متر بالاتر از سطح دریا واقع شده‌است.